# Sophie Leclair
Pour les articles homonymes, voir Leclair.
Sophie Leclair, de son vrai nom Yvette Jacqueline Pieuchot, est une comédienne française, née le 20 août 1925 à Tannay dans la Nièvre et morte le 6 novembre 2024 à Saint-Amand-Montrond dans le Cher.

## Filmographie

### Cinéma
- 1949 : Au royaume des cieux de Julien Duvivier : Une pensionnaire de la Maison Haute Mère
- 1949 : Véronique de Robert Vernay : Une vendeuse
- 1950 : Plus de vacances pour le Bon Dieu de Robert Vernay : La grande de la bande
- 1950 : Far-West, rien de nouveau, court métrage de Jean Jabely
- 1950 : Sans laisser d'adresse de Jean-Paul Le Chanois : Raymonde
- 1950 : Les Anciens de Saint-Loup de Georges Lampin : la jeune mariée
- 1951 : Caroline chérie de Richard Pottier : Marie-Anne de Forbin
- 1951 : Les Petites Cardinal de Gilles Grangier : Pauline Cardinal
- 1952 : La Forêt de l'adieu de Ralph Habib : Évelyne
- 1953 : Tambour battant de Georges Combret : Nicole Gambier
- 1953 : Des quintuplés au pensionnat de René Jayet : Gisèle
- 1953 : La Pocharde de Georges Combret : Gisèle
- 1953 : Les Amoureux de Marianne de Jean Stelli : Catherine Berton
- 1956 : Ce soir les jupons volent de Dimitri Kirsanoff : Dorine
- 1957 : Ah ! Quelle équipe de Roland Quignon : Jeannine
- 1959 : La Nonne sanglante de Bernard Maigrot
- 1952 : La Gamberge de Norbert Carbonnaux
- 1956 : Zaza de René Gaveau : Miette
- 1963 : Le Glaive et la Balance de André Cayatte
- 1965 : Quand passent les faisans de Édouard Molinaro : Pierrette Baudu
- 1966 : Les Combinards de Juan Estelrich, Riccardo Pazzaglia et Jean-Claude Roy
- 1966 : Une femme en blanc se révolte de Claude Autant-Lara : La femme du puisatier
- 1968 : Sous le signe du taureau de Gilles Grangier : La dactylo
- 1975 : C'est pas parce qu'on a rien à dire qu'il faut fermer sa gueule de Jacques Besnard

### Télévision
- 1972 : Les Boussardel, mini-série réalisée par René Lucot adaptée de la suite romanesque Les Boussardel de Philippe Hériat - Jeanne Paul

## Théâtre
- 1950 : Ce soir à Samarcande de Jacques Deval, mise en scène Jean Darcante, Théâtre de la Renaissance
- 1952 : Ce soir à Samarcande de Jacques Deval, mise en scène Jean Darcante, Théâtre des Célestins
- 1953 : Ces messieurs de la Santé de Paul Armont et Léopold Marchand, Théâtre de Paris

## Doublage

### Cinéma

#### Films
- Colleen Miller dans :
  - Le Cavalier au masque (1955) : Laurette de Latour
  - Les Années sauvages (1956)[1] : Zoe
  - Le Salaire du diable (1958) : Skippy
- Lori Nelson dans :
  - La Peur au ventre (1955) : Velma
  - Le Trouillard du Far West (1956) : Carol Kingsley
- Christine Kaufmann dans :
  - Les Derniers Jours de Pompéi (1959) : Elena
  - Constantin le grand (1960) : Livia
- 1951 : La Vallée de la vengeance : Jen Strobie  (Joanne Dru)
- 1953 : Hélène de Troie : Cassandre (Janette Scott)
- 1955 : Le Bouffon du roi : Jean (Glynis Johns)
- 1955 : Le Voleur du Roi : Charity (Joan Elan)
- 1955 : À l'est d'Éden : Abra  (Julie Harris)
- 1956 : La Dernière Chasse : l'indienne (Debra Paget)
- 1956 : L'Espion de la dernière chance : Joan Kenneth (Nadja Tiller)
- 1956 : Bambino : Marisa Caraccio (Giulia Rubini)
- 1957 : Sayonara : Fumiko-San (Reiko Kuba)
- 1958 : Le Septième Voyage de Sinbad : Parisa (Kathryn Grant)
- 1958 : L'Équipée sauvage : Kathie (Mary Murphy)
- 1958 : La Révolte des gladiateurs : Zahar (Mara Cruz)
- 1958 : La Vallée de la poudre : Dolly (Shirley MacLaine)
- 1958 : Le Cauchemar de Dracula : Lucy (Carol Marsh)
- 1959 : Le Pigeon : Nicoletta (Carla Gravina)
- 1959 : La Proie des vautours : une infirmière (Maggie Pierce)
- 1960 : Exodus : Karen (Jill Haworth)
- 1960 : La Reine des Amazones : Antiope (Dorian Gray)
- 1960 : Le Géant de Thessalie : Aglaé (Cathia Caro)
- 1960 : Les Voyages de Gulliver :  Elizabeth (June Thorburn)
- 1960 : La Source : Ingeri (Gunnel Lindblom)
- 1961 : Le Gladiateur invincible : Sira  (Isabelle Corey)
- 1961 : Soliman le Magnifique : Anna (Evi Maltagliati)
- 1961 : Le Géant de la vallée des rois : Tekaet (Vira Silenti)
- 1961 : L'Empreinte du dragon rouge : Helena Sale (Barbara Brown)
- 1962 : Les Sept Gladiateurs : Lucia (Franca Badeschi)
- 1962 : Le Triomphe de Maciste :  Antea (Cathia Caro)
- 1962 : James Bond 007 contre Dr. No :  Honey (Ursula Andress)
- 1962 : Messaline : Servante de Messaline (Annie Gorassini)
- 1963 : Rocambole contre services secrets : Cleo (Edy Vessel)
- 1963 : La Terreur des gladiateurs : Livie  (Angela Minervini)
- 1963 : Le Capitaine de fer : Béatrice (Lilly Darelli)
- 1963 : Le Manoir maudit : Esther (Emy Eco)
- 1964 : Les Drakkars : Gerda (Beba Loncar)
- 1964 : Goliath à la conquête de Bagdad : Myriam (Anna-Maria Polani)
- 1964 : Six Femmes pour l'assassin de Mario Bava : Peggy (Mary Arden)
- 1964 : Au revoir, Charlie : Starlet (Myrna Hansen)
- 1965 : Du suif dans l'Orient-Express : Claudette (Paola Pitagora)
- 1966 : El Kebir, fils de Cléopâtre : Méroé (Samira Ahmed)
- 1966 : Jerry Land, chasseur d'espions : Fawzia (Kai Fischer)
- 1968 : Drôle de couple : Cecily Pigeon (Monica Evans)
- 1971 : Les Doigts croisés : l'hôtesse d'accueil (Jean Gilpin)
- 2002 : Monsieur Schmidt :  Helen Schmidt  (June Squibb)

#### Films d'animation
- 1961 : Les 101 Dalmatiens : Perdita